# Margarete Steffin
Margarete Steffin (ur. 21 marca 1908 w Rummelsburgu, zm. 4 czerwca 1941 w Moskwie) – niemiecka pisarka i tłumaczka, partnerka Bertolta Brechta.

## Życiorys
Urodziła się 21 marca 1908 r. w Rummelsburgu, w rodzinie robotniczej Johanny i Augusta Steffinów jako starsza z dwóch córek. Jej ojciec pracował jako woźnica i budowlaniec, a w czasie I wojny światowej został powołany do armii. Jej matka musiała wówczas utrzymywać rodzinę, pracując w fabryce amunicji. Zainteresowanie sztuką odziedziczyła po matce, regularnej bywalczyni teatru. Jej talent i umiejętności zauważono w szkole, gdzie wygrała konkurs na opowiadanie, a jej dramat wystawiono w trzech innych szkołach. Dalszej edukacji w szkole średniej sprzeciwił się jej ojciec, uznając ją za niewłaściwą dla reprezentantki proletariatu.
W 1922 r. ukończyła szkołę podstawową, po czym rozpoczęła pracę w Deutsche Telefonwerke, a w 1924 r. podjęła dwuletni staż jako sprzedawczyni i księgowa w wydawnictwie Globus. Wbrew ojcu kontynuowała edukację prywatnie i wieczorowo, w tym uczyła się języka rosyjskiego. Posługiwała się także angielskim, francuskim i szwedzkim oraz w pewnym stopniu norweskim i fińskim. Od późnych lat 20. XX wieku była zaangażowana w ruch oświaty robotniczej, udzielała się także w sekcji mówców robotniczego klubu sportowego Fichte (powiązanego z partią komunistyczną), w którym wkrótce została solistką. W 1931 r. uczęszczała na lekcji dykcji i przemawiania, które Helene Weigel prowadziła w szkole marksistowskiej. Jako aktorka-amatorka występowała w Junge Volksbühne, m.in. w propagandowej sztuce Wir sind ja sooo zufriede z 1932 r., w której wystąpili także Ernst Busch, Helene Weigel i Blandine Ebinger.
Jednym z twórców dzieła był Bertolt Brecht, który zaoferował jej rolę w swojej kolejnej sztuce, Die Mutter. Steffin zagrała tam rolę pokojówki, a tytułową rolę otrzymała Helene Weigel. Brecht był pod wrażeniem jej oczytania, umiejętności aktorskich i znajomości teorii marksistowskiej. Dość szybko oboje nawiązali romans (wymieniali się poetyckimi listami miłosnymi), jednak w połowie 1933 r. Brecht wrócił do żony Helene Weigel oraz dzieci i wraz z nimi i Steffin wyemigrował do Danii. Tam Steffin zawarła aranżowane małżeństwo. Równocześnie Brecht nie był zdolny do pozostania w monogamii i wkrótce potem jego główną kochanką stała się Ruth Berlau-Lund. Pomimo tego on i Steffin stali się parą w życiu twórczym, a Steffin podążała za nim do kolejnych miejsc jego emigracji (Paryż, Dania, Szwecja, Finlandia, ZSRR).
Służyła Brechtowi pomocą, prowadząc badania nad zagadnieniami poruszanymi przez niego w kolejnych utworach, zarządzała jego korespondencją, porządkowała rękopisy i przygotowywała tłumaczenia, ale także pełniła funkcję krytyczki i agentki literackiej. Długo znana była wyłącznie jako współpracowniczka Brechta, dopiero w latach 90. XX wieku odkryto jej talent, a także zaczęto doceniać wpływ, jaki miała na twórczość Brechta. W jego twórczości trudno dokładnie zidentyfikować jej wpływ lub poprawki, gdyż prace często pisali wspólnie. Niemniej, na podstawie listów i innych materiałów można z pewnością stwierdzić, że w przypadku Opery za trzy grosze odgrywała decydującą rolę i nanosiła znaczące poprawki i zmiany stylistyczne. Wspólnie pracowali m.in. nad Życiem Galileusza czy Matką Courage i jej dziećmi, przy czym to prawdopodobnie Steffin miała większy udział w ich powstaniu, o czym świadczy jej charakter pisma rękopisów, a także oparcie tych dzieł na francuskich tekstach źródłowych. Wiadomo, że Brecht doceniał jej pozytywny wpływ jako krytyczki, a wspólne lata uznawał za najbardziej produktywne w swojej karierze. Po jej śmierci Brecht powiedział także, że pierwszy raz od 10 lat nie stworzył nic sensownego.
U Steffin wcześnie zdiagnozowano gruźlicę, co wiązało się z licznymi turami leczenia i zabiegami medycznymi, a Brecht płacił za jej leczenie. Brecht i Hanns Eisler zaaranżowali dla niej pobyt w sanatorium na Krymie w ZSRR w 1932 r., a w 1933 r. w Ticino w Szwajcarii. W tych okresach pobytu w sanatoriach Steffin skupiła się na pisaniu własnej poezji, prozy i artykułów, a także stworzyła dwie sztuki dla dzieci. Jej twórczość zawiera motywy autobiograficzne, związane z życiem klasy robotniczej. Ponadto zajmowała się tłumaczeniem prac autorów rosyjskich, norweskich, szwedzkich i duńskich. Jej najważniejsze własne prace, niezależne od twórczości Brechta, to Nachgelassene Texte (1991) i Briefe (1999) – praktycznie całość jej twórczości wydano pośmiertnie.
Pod wpływem obserwacji stalinizmu zaproponowała Brechtowi i przeforsowała emigrację do USA. Pomimo tego sama została zatrzymana w moskiewskim szpitalu z powodu zaawansowanej gruźlicy. Zmarła z jej powodu 4 czerwca 1941 r. w Moskwie.